# Cherie Currie
Cherie Currie (Los Angeles, 30 november 1959) is een Amerikaans zangeres en actrice. Currie werd op zestienjarige leeftijd de zangeres van The Runaways. In de jaren zeventig was dit een Amerikaanse rockgroep uit Los Angeles, waarin ook Joan Jett speelde. Na het uiteenvallen van de Runaways ging Currie verder als solo-artiest, en werkte ze ook samen met haar tweelingzus Marie Currie. Samen brachten zij de single Since You Been Gone uit.
In 1980 debuteerde Currie in de film Jeanies Clique. In de jaren 1980 speelde ze nog verschillende andere rollen in films.
Van 1990 tot 1997 was Currie getrouwd met acteur Robert Hays, waarmee ze een kind kreeg.

## Discografie

### Albums
- 1977 - Beauty's Only Skin Deep
- 1980 - Messin' with the Boys (met Marie Currie)
- 1998 - Young and Wild (met Marie Currie)
- 2015 - Reverie
- 2019 - The Motivator
- 2020 - Blvds of Splendor

### Singles
- 1977 - Call Me at Midnight
- 1978 - Beauty's Only Skin Deep
- 1978 - Love at First Sight
- 1978 - Science Fiction Daze
- 1980 - Since You Been Gone (met Marie Currie)

- Biblioteca Nacional de España: XX5344035
- Bibliothèque nationale de France: cb165182205 (data)
- Gemeinsame Normdatei: 1076839010
- International Standard Name Identifier: 0000 0003 6388 3835
- Library of Congress Control Number: n88245266
- MusicBrainz: 38df6694-ae8e-4078-a7f1-81e4d8b88cbc
- Nederlandse Thesaurus van Auteursnamen: 073183032
- Virtual International Authority File: 226090864
- WorldCat: E39PBJc3D6y4hVXPfTfCPxbyBP